# Llano de Álamo
Llano de Álamo är en ort i Mexiko.   Den ligger i kommunen San Lucas Zoquiápam och delstaten Oaxaca, i den sydöstra delen av landet, 280 km sydost om huvudstaden Mexico City. Llano de Álamo ligger 1 838 meter över havet och antalet invånare är 148.
Terrängen runt Llano de Álamo är bergig söderut, men norrut är den kuperad. Runt Llano de Álamo är det ganska tätbefolkat, med 75 invånare per kvadratkilometer. Närmaste större samhälle är Huautla de Jiménez, 5,5 km nordost om Llano de Álamo. I omgivningarna runt Llano de Álamo växer i huvudsak städsegrön lövskog.